# Барышня из спецвагона
Барышня из спецвагона (пол. Panienka z poste restante) — польский чёрно-белый фильм, комедия 1935 года.

## Сюжет
Марыся Коханская — скромная служащая на почте. По причине плохо понятой телеграммы она выезжает из страны и путешествует в специальном железнодорожном вагоне с польским промышленником. В Югославии он должен подписать торговой договор с американским промышленником Смитом. Однако сплетение происшествий ведёт к бракосочетанию на катере.

## В ролях
- Альма Кар — Марыся Коханская, служащая
- Александр Жабчинский — Адам Ольшевич, польский промышленник
- Михал Знич — Смит, американский промышленник
- Мечислава Цвиклиньская — жена Смита
- Владислав Вальтер — Добжиньский, директор бюро
- Стефан Гуцкий (Стефан Гуляницкий) — Жан Кравчук, повар
- Ромуальд Герасеньский — контролёр
- Михал Халич
- Фредерик Яроши
- Юзеф Орвид
- Моника Карло